# 奶油色
奶油色（Cream）是由在天然草地上放牧的牛产生的奶油颜色，这些草地中含有丰富的黄色类胡萝卜素的色素，其中一些被掺入到新鲜的牛奶中（具体来说是乳脂）。这使得脂肪浓度较高的白色牛奶呈现出黄色调（因此可以认为奶油的颜色是介于天然牛奶和黄油颜色之间）。奶油色是黄色的淡 色，就像粉红色是红色的一部分一样。通过混合黄色和白色，可以制造出奶油色。

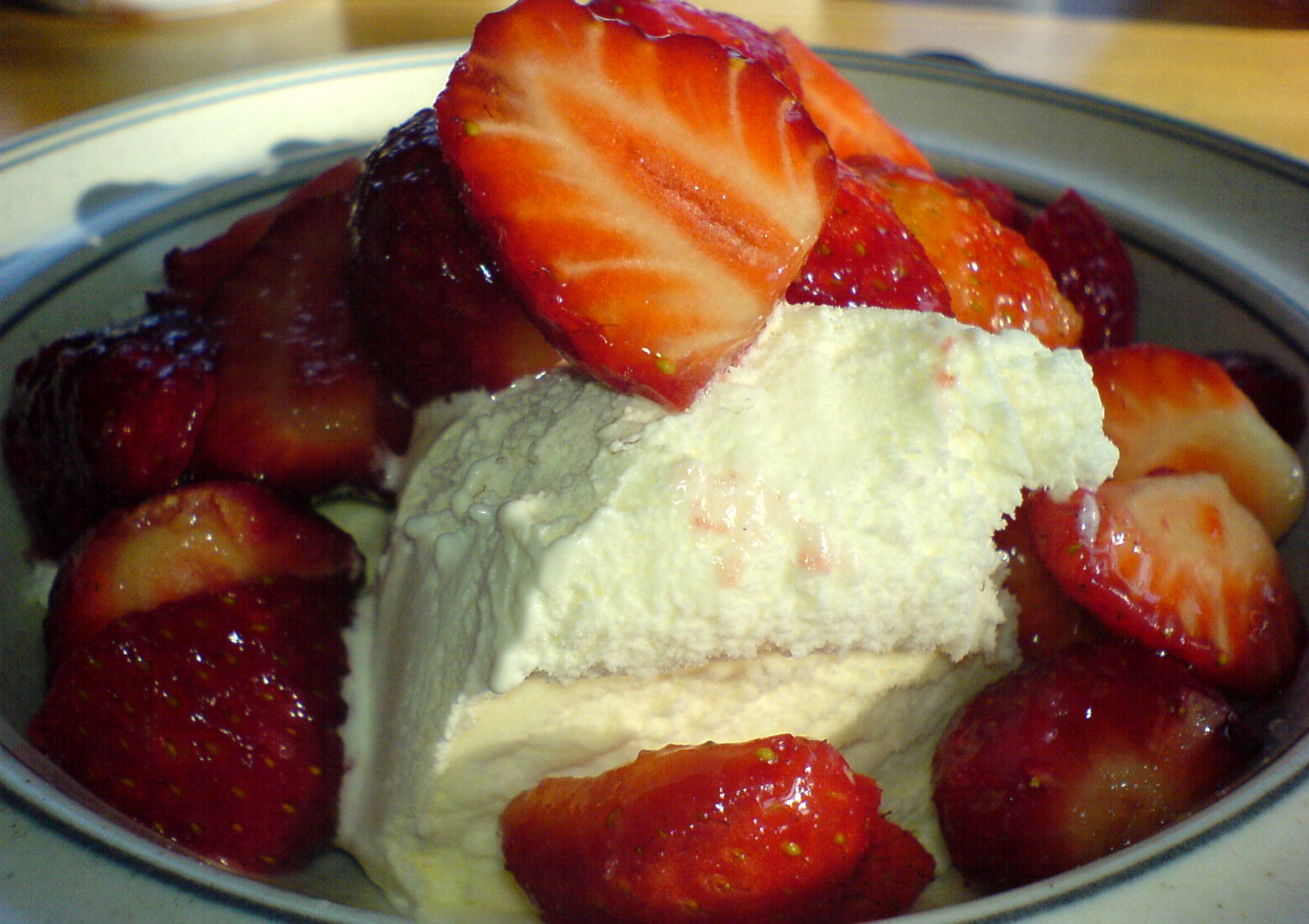
草莓奶油

1590年，是 cream 作为英文词中颜色名称的首次记录。

## 自然界中
鸟类
- 乳色走鸻

## 人类文化中

### 艺术
- 在一些艺术形式中，主要是在动漫中，奶油色被用作肤色。它也用来描述东亚和东南亚地区的一般肤色。

### 服装
- 男士白色礼服夹克通常为奶油色或象牙色，以更好地与白色衬衫形成对比。

### 室内设计
- 奶油色是被室内设计广泛使用的一种灰白色的颜色。

### 体育
- 印第安纳大学伯明顿分校的印第安纳大学山地人队的官方颜色是奶油色和深红色。 [2]
- 内布拉斯加大学玉米壳队的官方颜色是猩红色和奶油色。
- 俄克拉荷马大学速跑队的官方颜色是深红色和奶油色。
- 美洲队的原始颜色是奶油色和蓝色，后来改用黄色和蓝色。
- 秘魯體育大學的官方颜色是奶油色和酒红色。
- 哥連泰斯保利斯塔體育會的第一套制服是奶油色衬衫，之后最终改为白色衬衫（因为洗涤错误），自那时起一直沿用至今。

## 其他
- 颜色列表
- 色调